# Monterrubio de Armuña
Monterrubio de Armuña település Spanyolországban, Salamanca tartományban. Monterrubio de Armuña Castellanos de Villiquera, La Vellés, San Cristóbal de la Cuesta és Villares de la Reina községekkel határos. Lakosainak száma 1331 fő (2024).

## Népesség
A település népessége az elmúlt években az alábbi módon változott:
| Lakosok száma | 596  | 656  | 936  | 1179 | 1299 | 1319 | 1334 | 1343 | 1335 | 1331 |
|               | 2001 | 2004 | 2007 | 2009 | 2012 | 2014 | 2017 | 2019 | 2022 | 2024 |